# Peter Pan Live!
Peter Pan Live! – muzyczna adaptacja powieści Jamesa Matthew Barriego Przygody Piotrusia Pana. W Polsce emitowany na kanale Canal+.

## Obsada
- Allison Williams jako Piotruś Pan
- Christopher Walken jako kapitan Hak
- Christian Borle jako pan Smee / George Darling
- Kelli O’Hara jako Mrs. Darling
- Taylor Louderman jako Wendy Darling
- Jake Lucas jako John Darling
- John Allyn jako Michael Darling
- Alanna Saunders jako Tygrysia Lilia
- Minnie Driver jako dorosła Wendy / Narrator